# Mokinui/Big Moggy Island
Mokinui/Big Moggy Island ist eine Insel südwestlich von Stewart Island und südlich der Südinsel von Neuseeland.

## Geographie
Die Insel gehört zu einer der fünf Inselgruppen gleichen Namens, die mit Titi/Muttonbird Islands bezeichnet werden. Sie befindet sich in einer Entfernung von rund 8 km von der Küste von Stewart Island entfernt. Mokinui/Big Moggy Islands Nachbarinsel stellt die wesentlich kleinere, in Minimum 440 m entfernt liegende Mokiiti/Little Moggy Island dar. Sie befindet sich östlich des nördlichen Teils von Mokinui/Big Moggy Island.
Mokinui/Big Moggy Island verfügt über eine Flächenausdehnung von 99 Hektar, bei einer Länge von rund 2,7 km in Nord-Süd-Richtung und einer maximalen Breite von rund 890 m in Ost-West-Richtung. Die höchste Erhebung der Insel befindet sich mit 55 m an der Südspitze.
Rund 8 km östlich sind die Inseln der Boat Group zu finden, die ebenfalls Titi/Muttonbird Islands genannt werden, sowie die rund 5,5 km südlich gelegene Inselgruppe mit der mit größten Abstand größten Insel Taukihepa/Big South Cape Island.